# Kanadská kosmická agentura
Kanadská kosmická agentura (anglicky Canadian Space Agency, CSA, francouzsky l'Agence spatiale canadienne, ASC) je kanadská vládní kosmická agentura, která zabezpečuje vesmírný program této země. Byla založena v březnu 1989. V jejím čele stojí prezident, který se zodpovídá ministrovi průmyslu. Sídlí ve městě Quebec, ale má pobočky také na jiných místech: v Ottawě, Ontariu, Washingtonu, Paříži, na Mysu Canaveral a v Houstonu. Má cca 670 zaměstnanců (2016).

## Kanadský kosmický program
Kanadský kosmický program je spravován Kanadskou kosmickou agenturou CSA. Kanada se zapojuje do celosvětového kosmického výzkumu v oblasti technologií, expertíz a personálu, především ve spolupráci s NASA a ESA.
Kanada má několik astronautů, výrazný je také kanadský technologický přínos na stavbě a provozu Mezinárodní vesmírné stanice. Jedná se o robotický systém Canadarm1, který je součástí raketoplánu a Canadarm2 a mobilní platforma Mobile Servicing System na Mezinárodní vesmírné stanici (ISS). Pro lepší orientaci kolem raketoplánu a kosmické stanice využívají Canadarm1 a Canadarm2 program Advanced Space Vision System, který přesně určí požadovanou pozici v 3D prostoru. Dalším kanadským příspěvkem je Orbiter Boom Sensor System, který je využíván při kontrole poškození raketoplánu na oběžné dráze.

## Kanaďané ve vesmíru
Osm kanadských astronautů se zúčastnilo letu raketoplánů NASA:
| Jméno                | Raketoplán | Mise     | Datum startu       | Poznámka                                      |
| -------------------- | ---------- | -------- | ------------------ | --------------------------------------------- |
| Marc Garneau         | Challenger | STS-41-G | 5. října 1984      | První Kanaďan ve vesmíru                      |
| Roberta Bondarová    | Discovery  | STS-42   | 22. ledna 1992     | První Kanaďanka ve vesmíru                    |
| Steven MacLean       | Columbia   | STS-52   | 22. října 1992     |                                               |
| Christopher Hadfield | Atlantis   | STS-74   | 12. listopadu 1995 | Mise na orbitální stanici Mir                 |
| Marc Garneau         | Endeavour  | STS-77   | 19. května 1996    |                                               |
| Robert Thirsk        | Columbia   | STS-78   | 20. června 1996    |                                               |
| Bjarni Tryggvason    | Discovery  | STS-85   | 7. srpna 1997      |                                               |
| Dafydd Williams      | Columbia   | STS-90   | 17. dubna 1998     |                                               |
| Julie Payetteová     | Discovery  | STS-96   | 27. května 1999    | První Kanaďan na Mezinárodní vesmírné stanici |
| Marc Garneau         | Endeavour  | STS-97   | 30. listopadu 2000 | Mise na ISS                                   |
| Christopher Hadfield | Endeavour  | STS-100  | 19. dubna 2001     | První kanadský výstup do otevřeného vesmíru   |
| Steven MacLean       | Atlantis   | STS-115  | 9. září 2006       | Druhý kanadský výstup do otevřeného vesmíru   |
| Dafydd Williams      | Endeavour  | STS-118  | 27. srpna 2007     | Třetí kanadský výstup do otevřeného vesmíru   |

Poznámka: Michael McKay, člen kanadského týmu astronautů, opustil výcvik ze zdravotních důvodů.

## Kanadské satelity
| Jméno          | Start              | Ukončení činnosti | Použití                            |
| -------------- | ------------------ | ----------------- | ---------------------------------- |
| Alouette 1     | 29. září 1962      | 1972              | Výzkum ionosféry                   |
| Alouette 2     | 29. listopadu 1965 | 1. srpna 1975     | Výzkum ionosféry                   |
| ISIS-I         | 30. ledna 1969     | 1990              | Výzkum ionosféry                   |
| ISIS-II        | 1. dubna 1971      |                   | Výzkum ionosféry                   |
| Hermes         | 17. ledna 1976     | Listopad 1979     | Experimentální komunikační satelit |
| RADARSAT-1     | 4. listopadu 1995  | Dosud v činnosti  | Komerční satelit pro výzkum Země   |
| MOST (satelit) | 30. června 2003    | Dosud v činnosti  | Kosmický teleskop                  |
| SCISAT-1       | 12. srpna 2003     | Dosud v činnosti  | Výzkum zemské atmosféry            |
| RADARSAT-2     | 14. prosince 2007  | Dosud v činnosti  | Komerční satelit pro výzkum Země   |
| CASSIOPE       | 29. září 2013      | Dosud v činnosti  | Výzkum ionosféry                   |

Další satelity vypustila telekomunikační firma Telesat Canada. Je to 13 satelitů Anik (3 jsou dosud v činnosti), 3 satelity Nimiq (všechny v současnosti používá firma Bell ExpressVu), a satelit M-Sat 1 vypuštěný 20. dubna 1996.

## Centra Kanadské kosmické agentury
- Kosmické centrum Johna H. Chapmana (John H. Chapman Space Centre)
- David Florida Laboratory - montážní a testovací centrum
- Fort Churchill - raketová základna